# Уральский русский драматический театр имени А. Н. Островского
Ура́льский ру́сский драмати́ческий теа́тр и́мени А. Н. Остро́вского (каз. А. Н. Островский атындағы Орал орыс драма театры) — театр в городе Уральске Республики Казахстан.  Старейший театр Казахстана (с 1859).

## Название
Известен как Западно-Казахстанский межобластной уральский театр русской драмы им. А. Н. Островского, Западно-Казахстанский театр (Театральная энциклопедия : [в 6 т.] / гл. ред. С. С. Мокульский, П. А. Марков. — М. : Советская энциклопедия, 1961—1967. — 38000—43000 экз.)

## История
Первые представления во вновь построенном театре начались с осени 1859 года (А. Н. Островский «Бедность не порок»), когда была скомплектована группа любителей.
В 1889 году купец-меценат Ф. И. Макаров построил третье в Уральске театральное здание. В конце 1880—1890-х г. г. на сцене театра работают артисты и режиссёры, приглашенные специальными антрепренёрами. В разные годы начала двадцатого века работают режиссёр Е. И. Муромцев (1901—1904), режиссёры Т. Лучицкий и Б. Оржанов (1905—1910).
В первые годы своей деятельности на сцене театра чаще ставились классические произведения. Но уже в конце XIX и начале XX столетия в репертуаре стали появляться пьесы современных драматургов Л. Н. Толстого, А. П. Чехова, А. М. Горького.
В Уральске театр становится настоящим очагом культуры, приобретает любовь и уважения у интеллигенции, рабочих и служащих.
В разные годы в театре работают мастера сцены, заслуженные артисты Республики В. Т. Попов, П. И. Строганов, К. С. Тавлинская, Н. С. Клименко, В. М. Нечаев, Г. М. Шарнин, Г. Е. Чумак, Л. Н. Протасов, З. М. Акимова, В. Я. Попов, заслуженная артистка Чувашской АССР Капитонова Р.Е
Постоянное обращение к казахской драматургии обогатило репертуары театра произведениями Г. Мусрепова «Козы Корпеш и Баян Сулу», С. Муканова «Чокан Валиханов» и «Ботагоз», С. Жунусова «Сильнее смерти».
Жестокие бои велись за Уральск в годы гражданской войны. Казалось бы, Мельпомена должна была молчать. Но даже артобстрелы не прерывали работу театра. И что же ставили? «Разбойники», «Коварство и любовь» Шиллера.
После снятия блокады на сцене театра выступал драматический коллектив 25-й Чапаевской дивизии под руководством А. Вадимова. Начался новый, советский период.
В годы Великой Отечественной войны на сцене театра работали труппы театров, эвакуированных с тех территорий СССР, на которых шли военные действия, — Белорусский драматический театр и Карело-финский театр оперетты.
Целые поколения актёров, плеяды режиссёров сменились за 155 прошедших сезонов.
Народная артистка Казахстана Е. С. Володарская пришла в театр в 1955 году и работала вплоть до перестройки. В 2001 году она вышла на сцену в одной из своих любимых ролей ради своего любимого партнера, заслуженного артиста РК В. Я. Попова, в его бенефисе, посвящённом 65-летию со дня рождения и 40-летию служения искусству в родном театре.
Много лет творческой жизни посвятили театру В. Шадилов, В. Рошковский, Ю. Андрюхович и Н. Баркавская, Т. Мельник, В. Саулов, Л. Муха, заслуженный деятель РК Т. Столярова, Р. Курбангалеева, В. Кравцов заведующие труппой Н. Науменко и И. Таранов — Харьков, бутафор Б. Гуськов, художники Б. А. Дубовиченко и В. Зубарев, зав.радиоцехом А. Индрющенко, монтировщик сцены В. Мянтюля.
Режиссёр Ян Панджариди пришёл в театр в 1971 году, имея за плечами высшие режиссёрские курсы при ГИТИСе у народного артиста СССР А. А. Гончарова, стажировки у В. Н. Плучека и Е. Р. Симонова, годы работы на Урале и Актобе. Он был человеком бурного темперамента, порывистым, импульсивным. Ставил Островского, Горького, Чехова, казахскую классику, пьесы по произведениям уральских писателей и драматургов. Сам сыграл 200 ролей, написал пьесу «Зрелость» и слова для 12 песен. Его эпоха в театре длилась до перестройки.
Неоднократно в течение многих лет театр выезжал на гастроли в города Херсон и Николаев, Новороссийск и Майкоп, Орджоникидзе и Грозный, Волгоград, Донецк, Астрахань, Махачкалу, Нальчик, Оренбург, Барнаул, Подстепное.
В репертуаре театра много спектаклей, поставленных по произведениям классиков русской литературы, в каждый театральный сезон театр осуществляет по 5-7 новых постановок.
В 2002—2003 г. была произведена реконструкция. Зрительный зал на 305 мест. В театре работает 30 артистов.

## Театр сегодня
Сегодня театр продолжает жить и радовать своих зрителей новыми премьерами. Главный режиссёр театра — Оксана Малуша, дочь знаменитых в Уральске артистов Ларисы Муха и Михаила Сорокина. Регулярно группа пополняется новыми кадрами, выпускниками Саратовской государственной консерватории им. Л. В. Собинова, Самарской государственной академии культуры и искусств, Казахской национальной академии искусств им. Т. Жургенова, Московского государственного университета культуры и искусств (МГУКИ).
Среди последних ярких и интересных театральных работ: комедия по пьесе А. Н. Островского «Правда — хорошо, а счастье лучше» (режиссёр Малуша О. М.), притча по роману Ч. Айтматова «Плаха» (в постановке Самарского режиссёра — Мальцева А. А.), комедия А. Н. Островского «ЛЕС» в постановке главного режиссёра театра Малуша О. М. Кстати, в канун 27 марта- Международного дня театра, спектакль «ЛЕС» был удостоен премии «Енликгул» 2 степени, как лучший спектакль года (г. Алматы).
Театр ежегодно выезжает на гастроли в такие города как Актобе, Атырау, где театр встречают аншлагами, где у театра есть постоянные зрители, которые с нетерпением ждут очередных гастролей! Так же театр участвует в театральных фестивалях Казахстана и России.
Замечательной традицией является открытие каждого театрального сезона новой пьесой великого Островского, чьё имя по достоинству носит старейший театр Республики. В планах театра множество интереснейших идей новых постановок как классической русской и зарубежной драматургии, пьес национальных авторов, так и современных авторов русской и зарубежной драматургии.
В канун 154 театрального сезона в городе Уральске прошло замечательное и грандиозное театральное событие- XX-ый РЕСПУБЛИКАНСКИЙ ФЕСТИВАЛЬ ТЕАТРОВ Казахстана, посвящённый народному артисту КазССР Азербайджану МАМБЕТОВУ, в котором принял участие и наш театр, со спектаклем «ЛЕС» по пьесе А. Н. Островского в постановке главного режиссёра театра МАЛУША О. М. Спектакль получил высокую оценку от компетентного жюри, председателем которого была кандидат искусствоведения, профессор, театральный критик САНИЯ КАБДИЕВА. Спектакль получил специальный приз акимата ЗКО — приз имени Ж.Молдагалиева «За лучший спектакль, поднимающий национальный дух»!
24 октября 2019 года коллектив театра был удостоен Благодарности Президента Российской Федерации за большой вклад в популяризацию российского театрального искусства и сближение культур народов России и Казахстана.

## Труппа
- Оксана Малуша — главный режиссёр, член СТД РК
- Тамара Столярова — Заслуженный деятель искусств Казахстана
- Лариса Муха — ведущий мастер сцены, лауреат 13 Республиканского фестиваля театров РК
- Марк Ларин — ведущий мастер сцены, член СТД РК
- Насим Мамедов — ведущий мастер сцены
- Владимир Кравцов — ведущий мастер сцены
- Светлана Романова — ведущий мастер сцены
- Илья Таранов — деятель культуры РК, заведующий труппой, член СТД РК
- Руслан Джумахметов — член СТД РК, Лауреат Российской премии им. В. А. Ермаковой, лауреат молодёжной премии «Лучший работник культуры года» (2011)
- Наталья Копеечкина
- Виталий Котельников
- Татьяна Котельникова
- Светлана Каландарова — член СТД РК
- Марина Ковалёва — член СТД РК
- Регина Филаретова
- Инна Виноградова
- Андрей Тяпкин
- Юрий Недопёкин
- Мякинин Александр
- Виктория Сторожевских
- Алексей Егоров
- Шакаргалиева Гвоздева
- Алексей Юшко
- Рома Романов
- Юлия Кинжакаева
- Юлия Ким — помощник режиссёра

## Репертуар
- «БЕЗУМНЫЙ ДЕНЬ, или ЖЕНИТЬБА ФИГАРО» (безумный водевиль) (МАЛУША О. М.)
- «Дензнаки (Семейный портрет с дензнаками)» (современная притча, покаянная) (МАЛУША О. М.)
- «Двенадцатая ночь» (игра по Шекспиру) (МАЛУША О. М.)- спектакль посвящён памяти заслуженного артиста КазССР Попова В. Я.
- «Лес» (комедия)А. Н. Островский (МАЛУША О. М.)
- «Дядюшкин сон» (Мордасовские страсти) Ф. М. Достоевский (МАЛУША О. М.)
- «Правда - хорошо, а счастье лучше» (комедия) А. Н. Островский (МАЛУША О. М.)
- «Вишнёвый сад» (комедия) А. П. Чехов (МАЛЬЦЕВ А. А.)
- «ПЛАХА» (притча) Ч. Айтматов (МАЛЬЦЕВ А. А.)- спектакль поставлен к 150-летию театра
- «Проделки Ханумы» (муз. комедия) А. Цагарели (МАМЕДОВ Н. Д.)
- «№ 13» (комедия) Р. Куни (МАЛУША О. М.)
- «CASTING» (комедия) (по пьесе А. Галина «Конкурс») (МАЛУША О. М.)
- «Синий платочек» (водевиль военных лет) В. Катаев (ПАЦАЛЬ С. В.).Спектакль посвящён 65 летию ПОБЕДЫ
- «Козы-Корпеш и Баян-Сулу» (драма) Г.Мусрепов (ПАЦАЛЬ С. В.)
- «Играем в дружную семью» (комедия) М. Камолетти (Немолочнова Г. В.)

## Детские спектакли
- «МУХА-ЦОКОТУХА» К.Чуковский (ДЖУМАХМЕТОВ Р. Б.)
- «ГОРОД МАСТЕРОВ» Т.Габбе (сказочная новелла для детей и юношества) (МАЛУША О. М.)
- «Котёнок по имени ГАВ» Г.Остер (сказка-игра) (Джумахметов Р. Б.)
- «Как Бабы-Яги сказку спасали» М.Мокиенко (Немолочнова Г. В.)
- «Каша из топора» (по мотивам русской народной сказки) (Немолочнова Г. В.)
- «День рождения кота Леапольда» А. Хайт (ПАЦАЛЬ С. В.)
- «Все мыши любят сыр» Д. Урбан (НЕМОЛОЧНОВА Г. В.)
- «Зайка-Зазнайка» С. Михалков (МАЛУША О. М.)
- «Чудо-репка» Н. Шувалов (ПАЦАЛЬ С. В.)
- "Братец Лис и Братец Кролик С.Астраханцев (Немолочнова Г. В.)

## Золотой фонд театра
- «ВЛАСТЬ ТЬМЫ» (драма) Л. Н. Толстой (МАЛУША О. М.)- спектакль посвящён 180-летию со дня рождения Л. Н. Толстого
- «МОЙ БЕДНЫЙ МАРАТ» (драма) А. Арбузова (Курочкин В. А.)- спектакль посвящён 60-летию Великой Победы
- «Ревизор» (фантасмагория) Н. В. Гоголь (Малуша О. М.) — дипломный спектакль
- «БОРИС ГОДУНОВ» (народная трагедия) (Мальцев А. А.)
- «КАБАЛА СВЯТОШ» (романтическая драма) М. Булгаков (Михайлов В. Н.)-спектакль посвящён к 70-летию засл. арт. РК Попова В. Я.
- «Пьемонтский зверь» (историческая драма) А. Курейчик (Малуша О. М.)
- «Безымянная звезда» (мюзикл) М.Себастиан (Мальцев А. А.)
- «ПОЗДНЯЯ ЛЮБОВЬ» (сцены из жизни захолустья) А. Н. Островский (Маскалюк М. Н.)
- «ЛОВУШКА» (комедия) К.Мырза-Али (Ахманов М. Н.)- спектакль посвящён 70-летию автора
- «ИМПУЛЬС» (степная песнь о Чокане) С.Муканов (Мамедов Н. Д.) — спектакль поставлен к 11 Республиканскому фестивалю театров РК